# Gornji Čehi
Gornji Čehi falu Zágráb közigazgatási területén Horvátországban, a főváros déli részén. Ma Zágráb Novi Zagreb – zapad városnegyedéhez tartozik.

## Fekvése
Zágráb városközpontjától 7 km-re délre, a Száva előterében fekvő síkságon, Donji Čehi és az A3-as autópálya között fekszik.

## Története
A település már a 18. században is létezett. Az első katonai felmérés térképén „Chehe” néven található. Lipszky János 1808-ban Budán kiadott repertóriumában „Chehi” néven szerepel. Nagy Lajos 1829-ben kiadott művében „Chehi (Gorne)” néven 26 házzal és 219 katolikus lakossal találjuk.
1857-ben 199, 1910-ben Donji Čehivel együtt 558 lakosa volt. Zágráb vármegye Nagygoricai járásához tartozott. 1941 és 1945 között a Független Horvát Állam része volt, majd a szocialista Jugoszlávia fennhatósága alá került. 1991-től a független Horvátország része. 1991-ben lakosságának 99,7%-a horvát nemzetiségű volt. 2011-ben 363 lakosa volt.

## Népessége
| Lakosság változása | Lakosság változása | Lakosság változása | Lakosság változása | Lakosság változása | Lakosság változása | Lakosság változása | Lakosság változása | Lakosság változása | Lakosság változása | Lakosság változása | Lakosság változása | Lakosság változása | Lakosság változása | Lakosság változása | Lakosság változása |
| ------------------ | ------------------ | ------------------ | ------------------ | ------------------ | ------------------ | ------------------ | ------------------ | ------------------ | ------------------ | ------------------ | ------------------ | ------------------ | ------------------ | ------------------ | ------------------ |
| 1857               | 1869               | 1880               | 1890               | 1900               | 1910               | 1921               | 1931               | 1948               | 1953               | 1961               | 1971               | 1981               | 1991               | 2001               | 2011               |
| 199                | 216                | 255                | 278                | 327                | 558                | 571                | 367                | 405                | 460                | 495                | 344                | 452                | 325                | 338                | 363                |

(1910-ben és 1921-ben lakosságát Čehi néven Gornji Čehihez számatották.)